# Unione Sportiva Triestina 1924
Questa pagina raccoglie le informazioni riguardanti l'Unione Sportiva Triestina nelle competizioni ufficiali della stagione 1924.

## Rosa
| N° | Naz.              | Ruolo | Sportivo           |  |  |  |
| -- | ----------------- | ----- | ------------------ |  |  |  |
|    | Italia (bandiera) | P     | ?                  |  |  |  |
|    | Italia (bandiera) | E     | Gino De Santi      |  |  |  |
|    | Italia (bandiera) | E     | Guglielmo De Sisti |  |  |  |
|    | Italia (bandiera) | E     | Fioravanti         |  |  |  |
|    | Italia (bandiera) | E     | ?                  |  |  |  |

## Risultati

### Campionato italiano
| 1924 | Sempione | ? – ? | Triestina |  |

| 1924 | Monfalcone | ? – ? | Triestina |  |

| 1924 | Fascio Grion Pola | ? – ? | Triestina |  |